# National Geographic (revista)
National Geographic Magazine, posteriorment abreujat National Geographic és la revista oficial de la National Geographic Society dels Estats Units una entitat sense ànim de lucre fundada el 1888. La seva primera edició va sortir uns pocs mesos després. Immediatament va ser identificada per la seva característica franja groga a la portada, i actualment circula en 32 llengües al voltant del món.
Pareix cada mes, i a més publica mapes suplementaris. En ocasions excepcionals són llançades publicacions especials. La revista conté articles sobre geografia, ciència, història, cultura, esdeveniments actuals i fotografia. L'actual editor en cap de la revista és Chris Johns, que va ser nomenat l'editor de l'any l'octubre del 2008 per la Revista Advertising Age i l'American Magazine Conference.
El vicepresident del Society Executive i president del Magazine Group John Q. Griffin, també és el cap del Magazine Publisher d'Amèrica, té completa responsabilitat a les edicions en parla anglesa de la National Geographic, i reporta a Tim Kelly Presidente de National Geographic Global Media. Terry B. Adamson vicepresident executiu de la societat i el cap legal de l'oficina, lidera les relacions governamentals, té completa responsabilitat de les publicacions internacionals de la Societat, incloent-hi la revista de la National Geographic.
Amb una circulació mundial, a 32 llengües, propera als nou milions, més de quinze milions de persona reben la revista cada mes. El maig de 2007 i 2008 la revista de la National Geographic va guanyar el General Excellence Award de la Society of Magazine Editors en la categoria de circulació amb més de dos milions d'exemplars i el premi de millor fotografia per tres articles de la revista el 2006. Una nominació per al premi General de l'Excel·lència el 2009, National Geographic va guanyar el premi principal per a una fotografia editorial.

## Història.

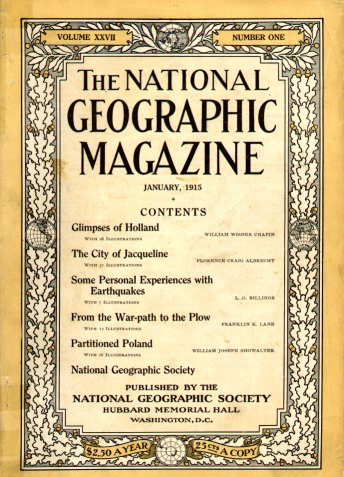
Portada de l'edició de gener de 1915.

La primera edició de la Revista National Geographic va ser publicada el 1888, just nou mesos després que la societat fos fundada. El segell de la National Geographic es va reinventar des d'una línia propera al periodisme científic cap a ser una revista famosa pel seu exclusiu material gràfic. Va ser el gener de 1905 quan es van publicar moltes fotos a pàgina completa fetes al Tibet als anys 1900 i 1901 per dos exploradors enviats per l'Imperi Rus, Gombozhab Tsybikov i Ovshe Norzunov. L'edició de juny de 1985 a la seva portada té la foto d'una nena Afgana de 13 anys anomenada Sharbat Gola que ha arribat a ser una de les imatges més reconegudes de la revista.
A la darreria dels anys 1990 es va iniciar un litigi que va durar fins al 2008 sobre els drets col·lectius del contingut de la revista en una edició electrònica anomenada Greenberg v. National Geographic i altres casos, van causar que la National Geographic retirés del mercat l'esmentada edició digital que compilava tots els articles vells de la revista. Dues corts federals d'apel·lació van fallar a favor de la revista permetent la reproducció i la cort suprema dels Estats Units va denegar la revisió el desembre del 2008.
L'any 2006, l'escriptor de la National Geographic Paul Salopek va ser arrestat sota càrrecs d'espionatge, per entrar al Sudan sense visa, entre altres crims mentre estava treballant en un article. Després National Geographic i el Chicago Tribune, per a qui Salopek també escrivia articles, van muntar la seva defensa legal i van liderar una apel·lació a Sudan, Salopek va ser alliberat eventualment.

## Articles
Durant la Guerra Freda la revista es va comprometre a si mateixa de presentar un punt de vista de la geografia física i humana de les nacions darrere del teló d'acer. La revista va imprimir articles de Berlín, l'Ocupada Àustria, la Unió Soviètica i la Xina Comunista, que deliberadament es van allunyar de la política per enfocar-se en els aspectes culturals. A la seva cobertura de la cursa espacial, National Geographic es va centrar en els assoliments científics mentre evitava àrduament fer connexió entre la carrera espacial i la connexió amb la construcció d'armes nuclears.
En els anys posteriors els articles van començar a usar temàtiques tals com el medi ambient, la desforestació, la contaminació química, l'escalfament global i l'extinció de les espècies. Altres sèries d'articles es van enfocar en la història i la varietat d'usos dels productes que provenien dels metalls, gemmes, el cultiu d'aliments, productes agrícoles, i també dels descobriments arqueològics. Ocasionalment, una tota l'edició d'un mes es dedica a un sol país, una civilització antiga, o a un recurs natural que està en risc d'extinció, o un altre tema. En dècades recents, la National Geographic Society ha llançat altres revistes amb diferents enfocaments.

## Fotografia
A més de ser coneguda pels articles sobre paisatges, història i els més distants racons del món, la revista ha estat reconeguda pel seu format tipus llibre i l'alta qualitat de la seva fotografia. Aquest alt estàndard fa que la revista atregui alguns dels reporters gràfics de qualitat més alta al món. La revista va començar a presentar fotografies en color a començaments del segle xx, quan aquesta tecnologia era escassa. Durant la dècada de 1930, Luis Marden (1913-2003), un escriptor i fotògraf de la National Geographic, va convèncer a la revista per a permetre als seus fotògrafs l'ús de les càmeres petites de 35 mm carregades amb pel·lícula Kodachrome en comptes de les voluminoses càmeres amb trípodes i plaques de vidre. El 1959, la revista va començar a publicar petites fotografies a les seves portades, evolucionant posteriorment cap a la impressió de fotografies més grans. La fotografia de la National Geographic ràpidament es va canviar a la tecnologia digital, per a la seva edició impresa i la seva edició digital. En els anys següents, la portada de la revista, tot i mantenir la seva original vora groga, ha eliminat el full de roure i la taula de continguts, canviant-la per una de les fotografies dels articles del mes que conté l'edició. National Geographic ofereix paquets de subscripció anuals. El 2006 National Geographic va iniciar un concurs mundial de fotografia amb prop de 80 països participants.
En països musulmans conservadors com Iran i Malàisia, les fotografies amb membres de societats tribals en topless o amb poca roba sovint són censurades, i els compradors i abonats sovint es queixen que aquesta pràctica disminueix el valor artístic de les fotografies per les quals National Geographic és mundialment conegut.

## Mapes suplementaris
Acompanyant els articles, la revista algunes vegades proveeix mapes de les regions visitades. Els mapes de la National Geographic Society han estat usats pel govern dels Estats Units en llocs on els seus propis recursos cartogràfics eren limitats. La sala de mapes del president Franklin Delano Roosevelt a la Casa Blanca estava coberta amb els mapes de la National Geographic. Un mapa d'Europa de la National Geographic figura al museu de Winston Churchill a Londres. Va ser utilitzat per Churchill a la Conferència de Ialta (1945) on els líders aliats i russos van dividir l'Europa de la postguerra. El 2001, National Geographic va llançar una set de vuit CD-ROM amb tots els mapes des de 1888 fins a desembre de 2000.

### Venda dels seus arxius històrics
A causa de la crisi econòmica mundial del 2007-2012, la National Geographic Magazine va decidir vendre els seus patrimonis fotogràfics que consten de 500.000 negatius de quasi 11 milions de fotografies, considerat com un del més grans arxius fotogràfics del món. La National Geographic va optar per la digitalització del seu material fotogràfic. Malgrat la venda dels arxius físics la societat conserva els drets de publicació per poder usar aquestes fotos en el futur, el preu de venda d'aquestes d'una placa fotogràfica de prestigiosa i exclusiva va des dels 3.000 als 10.000 dòlars americans.
Aquest material es conservava en cambres refrigerades als seus arxius a Washington DC, entre el setembre i l'octubre de 2009 es va realitzar l'exposició d'una col·lecció de 150 imatges que il·lustren la humanitat gairebé des que va començar la fotografia en una mostra de la Galeria Steven Kasher de Washington, la col·lecció es diu «El món en blanc i negre: Còpies clàssiques de National Geographic» algunes fotografies es mostren per primera vegada al públic. Entre aquestes estan les imatges dels Alps de 1980, Machu Picchu el 1915, Uganda el 1906.
Així la National Geographic inicia una ruta d'aproximadament dos anys amb quatre exposicions on es mostra el valor artístic dels seus arxius, l'octubre de 2009 la National Geographic edità un àlbum de fotografies amb el títol National Geographic Image Collection. Per als administradors és dolorós desfer-se del material fotogràfic, però en temps de crisi, les donacions disminueixen i s'havia de cercar mesures per sortir d'aquest període difícil, ja que és una entitat sense ànim de lucre que viu de les donacions, així com dels pioners aventurers que finançaven les seves pròpies expedicions fotogràfiques i enriquien el dia a dia de la revista.

## Edicions en altres llengües
El 1995 National Geographic va publicar una edició en japonès, la primera en una altra llengua. La revista ara és publicada en 37 llengües arreu del món. L'edició en anglès com l'edició de referència, les altres llengües són: l'alemany, búlgar, castellà en dues edicions, croat, danès, eslovac, finès, francès, grec, hebreu i hebreu ortodox, hongarès, indonesi, italià, japonès, coreà, neerlandès, noruec, polonès, portuguès en dues edicions, romanès, rus, serbi, suec, tailandès, txec, turc, xinès tradicional i simplificat, .
| Idioma                           | Website                                                                                  | Editor en Cap         |
| -------------------------------- | ---------------------------------------------------------------------------------------- | --------------------- |
| Anglès                           | http://www.nationalgeographic.com/ngm                                                    | Chris Johns           |
| Búlgar                           | http://www.nationalgeographic.bg                                                         | Krassimir Drumev      |
| Xinès                            | http://www.natgeo.com.cn/ Arxivat 2006-08-20 a Wayback Machine.                          | Yungshih Lee          |
| Xinès                            | http://www.nationalgeographic.com.tw/ Arxivat 2008-12-06 a Wayback Machine.              | Roger Pan             |
| Croat                            | http://www.nationalgeographic.com.hr/ Arxivat 2003-08-15 a Wayback Machine.              | Hrvoje Prćić          |
| Txec                             | http://www.national-geographic.cz/                                                       | Tomáš Tureček         |
| Danès                            | http://www.nationalgeographic.dk/ Arxivat 2008-12-16 a Wayback Machine.                  | Karen Gunn            |
| Neerlandès Països Baixos/Bèlgica | http://www.nationalgeographic.nl/                                                        | Aart Aarsbergen       |
| Finès                            | http://www.nationalgeographic-suomi.com/ Arxivat 2009-07-29 a Wayback Machine.           | Karen Gunn            |
| Francès                          | http://www.nationalgeographic.fr/                                                        | François Marot        |
| Alemany                          | http://www.nationalgeographic.de/                                                        | Klaus Liedtke         |
| Grec                             | http://www.nationalgeographic.gr/ Arxivat 1998-12-01 a Wayback Machine.                  | Maria Atmatzidou      |
| Hongarès                         | http://www.geographic.hu/                                                                | Tamás Schlosser       |
| Hebreu                           |                                                                                          | Daphne Raz            |
| Indonesi                         | http://www.nationalgeographic.co.id/                                                     | Tantyo Bangun         |
| Italià                           | http://www.nationalgeographic.it/                                                        | Guglielmo Pepe        |
| Japonès                          | http://www.nationalgeographic.jp/                                                        | Hiroyuki Fujita       |
| Coreà (Corea del Sud)            | http://www.nationalgeographic.co.kr/                                                     | Kay Wang              |
| Noruec                           | http://www.nationalgeographic.no/ Arxivat 2005-09-13 a Wayback Machine.                  | Karen Gunn            |
| Polonès                          | http://www.nationalgeographic.pl/                                                        | Martyna Wojciechowska |
| Portuguès (Brasil)               | http://nationalgeographic.abril.com.br/ Arxivat 2009-07-07 a Wayback Machine.            | Matthew Shirts        |
| Portuguès (Portugal)             | http://www.nationalgeographic.pt/                                                        | Gonçalo Pereira       |
| Romanès                          | http://www.national-geographic.ro/                                                       | Cristian Lascu        |
| Rus                              | http://www.national-geographic.ru/                                                       | Andrei Doubrovski     |
| Serbi                            | http://www.nationalgeographic-srbija.com/index.php Arxivat 2009-04-22 a Wayback Machine. | Igor Rill             |
| Eslovè                           | http://www.nationalgeographic.si/                                                        | Miha Kovač            |
| Castellà (Amèrica Llatina)       | http://www.ngenespanol.com/                                                              | Omar López            |
| Castellà (Espanya)               | http://www.nationalgeographic.com.es/                                                    | Josep Cabello         |
| Suec                             | http://www.nationalgeographic.se/ Arxivat 2008-12-18 a Wayback Machine.                  | Karen Gunn            |
| Tailandès                        | http://www.ngthai.com/                                                                   | Kowit Phadungruangkij |
| Turc                             | http://www.nationalgeographic.com.tr                                                     | Nesibe Bat            |

## Premis
El primer de maig de 2008 National Geographic va guanyar tres Ellies, com es diuen els premis de National Magazine Awards: un d'aquests premis va ser pel seu contingut escrit, en la categoria de reportatge per un article de Peter Hessler sobre l'economia xinesa; un altre premi en la categoria de Foto reportatge pel treball de John Stanmeyer sobre la Malària al tercer món i un prestigiós premi per l'excel·lència general.